# Hello Deli

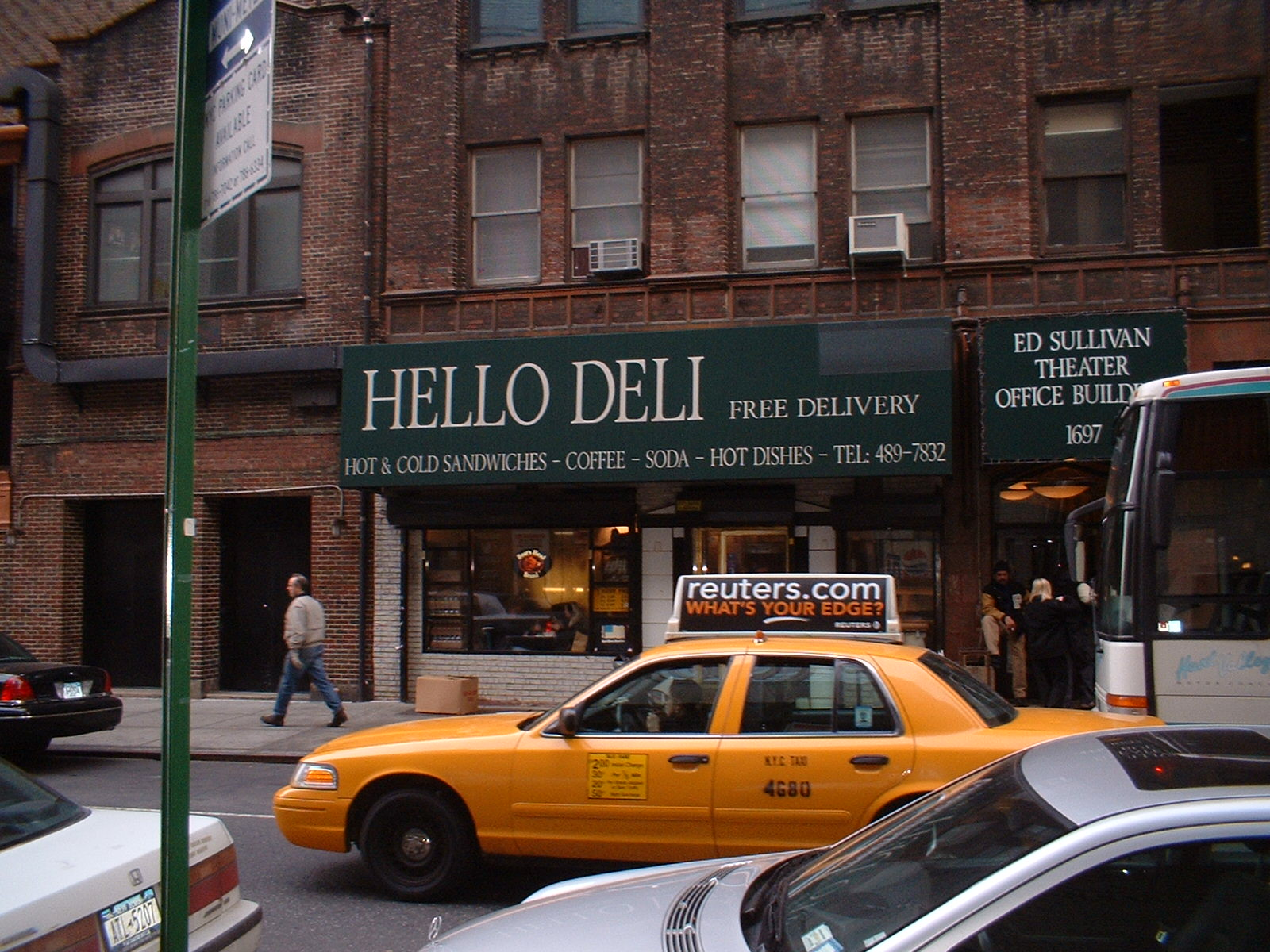
Hello Deli

Hello Deli är antagligen den mest kända delikatessaffären i New York. Det har den blivit tack vare att David Letterman brukade ha med denna delikatessaffär och dess ägare Rupert Jee i sitt program The Late Show with David Letterman. Letterman har fått en macka uppkallad efter sig, som innehåller kalkon, skinka, ost, paprika, sallad, tomat och majonnäs.
Hello Deli ligger på 213 West 53rd Street, alledeles runt hörnet från Ed Sullivan Theater där The Late Show" spelades in. 